# Lijst van gedeelde plaatsen
Onderstaande plaatsen zijn of waren verdeeld over twee of meer landen en vormden op enig moment in de geschiedenis één geheel. Vermeld is ook, indien aanwezig of bekend, de rivier die als grens dient.

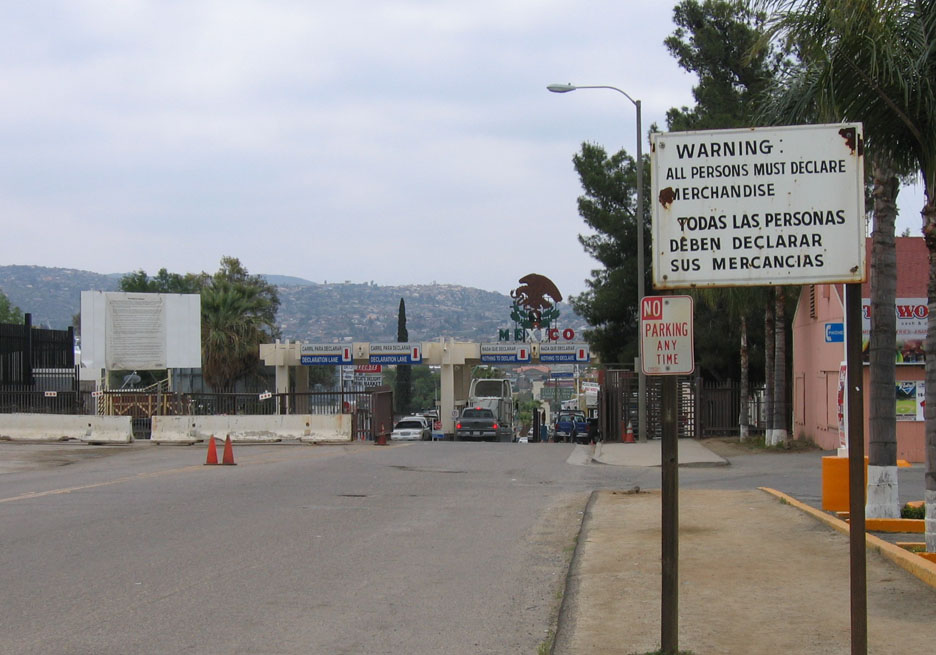
Grens tussen Tecate en Tecate

Soms hebben de plaatsen aan weerszijden van de grens (ongeveer) dezelfde naam, soms zijn de namen verschillend en dan kan men spreken van twee aan elkaar gegroeide plaatsen.
| Plaats                   | Land                     | Plaats                                  | Land                           | Grensrivier | Opmerking                                                                                   |
| ------------------------ | ------------------------ | --------------------------------------- | ------------------------------ | ----------- | ------------------------------------------------------------------------------------------- |
| Abele                    | België                   | Abele Frans: l'Abeele                   | Frankrijk                      |             |                                                                                             |
| Astara                   | Azerbeidzjan             | Astara                                  | Iran                           | Astarachay  | Sinds 1813                                                                                  |
| Baarle-Hertog            | België                   | Baarle-Nassau                           | Nederland                      |             | Samen Baarle genoemd                                                                        |
| Bad Radkersburg          | Oostenrijk               | Gornja Radgona Duits: Oberradkersburg   | Slovenië                       | Mur         | Sinds 1919                                                                                  |
| Bayerisch Eisenstein     | Duitsland                | Železná Ruda Duits: Böhmisch Eisenstein | Tsjechië                       |             |                                                                                             |
| West-Berlijn             | Bondsrepubliek Duitsland | Oost-Berlijn                            | Duitse Democratische Republiek |             | 1945-1989                                                                                   |
| Brownsville              | VS                       | Matamoros                               | Mexico                         | Rio Grande  |                                                                                             |
| Český Těšín              | Tsjechië                 | Cieszyn                                 | Polen                          | Olza        | Duits: Teschen                                                                              |
| Ciudad Juárez            | Mexico                   | El Paso                                 | VS                             | Rio Grande  |                                                                                             |
| Culfa                    | Azerbeidzjan             | Jolfa                                   | Iran                           |             |                                                                                             |
| Dinxperlo                | Nederland                | Suderwick                               | Duitsland                      |             |                                                                                             |
| Eagle Pass               | VS                       | Piedras Negras                          | Mexico                         | Rio Grande  |                                                                                             |
| Frankfurt (Oder)         | Duitsland                | Słubice (stad)                          | Polen                          | Oder        | Słubice was tot 1945 als Dammvorstadt stadsdeel van Frankfurt                               |
| Gmünd                    | Oostenrijk               | České Velenice voorheen Gmünd-Bahnhof   | Tsjechië                       | Lainsitz    | Sinds 1919                                                                                  |
| Gœgnies-Chaussée         | België                   | Gognies-Chaussée                        | Frankrijk                      |             |                                                                                             |
| Gorizia                  | Italië                   | Nova Gorica                             | Slovenië                       |             | Sinds 1948                                                                                  |
| Görlitz                  | Duitsland                | Zgorzelec                               | Polen                          | Neisse      | Sinds 1945                                                                                  |
| Goumois                  | Frankrijk                | Goumois                                 | Zwitserland                    | Doubs       | Sinds 1815                                                                                  |
| Grosbliederstroff        | Frankrijk                | Kleinblittersdorf                       | Duitsland                      | Saar        |                                                                                             |
| Großrosseln              | Duitsland                | Petite-Rosselle                         | Frankrijk                      |             |                                                                                             |
| Guben                    | Duitsland                | Gubin                                   | Polen                          | Neisse      | Sinds 1945                                                                                  |
| Herzogenrath             | Duitsland                | Kerkrade                                | Nederland                      |             | Samen Eurode genoemd                                                                        |
| Jeruzalem                | Israël                   |                                         | Jordanië                       |             | 1948-1967                                                                                   |
| Koewacht                 | België                   |                                         | Nederland                      |             |                                                                                             |
| Komárom                  | Hongarije                | Komárno                                 | Slowakije                      | Donau       |                                                                                             |
| Komen                    | België                   | Comines                                 | Frankrijk                      | Leie        |                                                                                             |
| Konstanz                 | Duitsland                | Kreuzlingen                             | Zwitserland                    |             |                                                                                             |
| Küstrin-Kietz            | Duitsland                | Kostrzyn nad Odrą voorheen Küstrin      | Polen                          | Oder        | Sinds 1945                                                                                  |
| Laredo                   | VS                       | Nuevo Laredo                            | Mexico                         | Rio Grande  |                                                                                             |
| Laufenburg               | Duitsland                | Laufenburg                              | Zwitserland                    | Rijn        |                                                                                             |
| Lauterbourg              | Frankrijk                | Neulauterburg                           | Duitsland                      |             |                                                                                             |
| Leers-Nord               | België                   | Leers                                   | Frankrijk                      |             |                                                                                             |
| Le Perthus               | Frankrijk                | La Jonquera (dorpsdeel 'Els Límits')    | Spanje                         |             |                                                                                             |
| Le Pont-de-Beauvoisin    | Frankrijk                | Le Pont-de-Beauvoisin                   | Savoye                         | Guiers      | 1349-1860                                                                                   |
| Marchipont               | België                   | Marchipont                              | Frankrijk                      |             |                                                                                             |
| Martelange               | België                   | Rombach                                 | Luxemburg                      |             |                                                                                             |
| McAllen                  | VS                       | Reynosa                                 | Mexico                         |             |                                                                                             |
| Menen                    | België                   | Halluin                                 | Frankrijk                      | Leie        |                                                                                             |
| Mondorf-les-Bains        | Luxemburg                | Mondorff                                | Frankrijk                      |             |                                                                                             |
| Mont de Péruwelz         | België                   | Mont de Péruwelz                        | Frankrijk                      |             |                                                                                             |
| Niagara Falls            | VS                       | Niagara Falls                           | Canada                         | Niagara     |                                                                                             |
| Nicosia                  | Cyprus                   | Lefkoşa                                 | Turkse Republiek Noord-Cyprus  |             | De Turkse Republiek Noord-Cyprus wordt niet internationaal erkend, maar enkel door Turkije. |
| Nogales                  | VS                       | Nogales                                 | Mexico                         |             |                                                                                             |
| Overslag                 | België                   | Overslag                                | Nederland                      |             |                                                                                             |
| Putte                    | België                   | Putte                                   | Nederland                      |             |                                                                                             |
| Rheinfelden              | Duitsland                | Rheinfelden                             | Zwitserland                    | Rijn        |                                                                                             |
| Rome                     | Italië                   |                                         | Vaticaan                       |             |                                                                                             |
| Saint-Pierre-d'Entremont | Frankrijk                | Saint-Pierre-d'Entremont                | Savoye                         | Guiers      | 1760-1860                                                                                   |
| San Diego                | VS                       | Tijuana                                 | Mexico                         |             |                                                                                             |
| Sarp                     | Turkije                  | Sarpi                                   | Georgië                        |             |                                                                                             |
| Scheibenhard             | Frankrijk                | Scheibenhardt                           | Duitsland                      |             |                                                                                             |
| Tecate                   | VS                       | Tecate                                  | Mexico                         |             |                                                                                             |
| Valga                    | Estland                  | Valka                                   | Letland                        |             |                                                                                             |
| Waasten                  | België                   | Warneton                                | Frankrijk                      | Leie        |                                                                                             |
| Wervik                   | België                   | Zuid-Wervik                             | Frankrijk                      | Leie        |                                                                                             |
| Zwilbroek                | Nederland                | Zwillbrock                              | Duitsland                      |             |                                                                                             |